# Musée d'Éphèse (Vienne)
Pour ne pas confondre avec le Musée d'Éphèse à Selçuk en Turquie, voir Musée archéologique d'Éphèse.

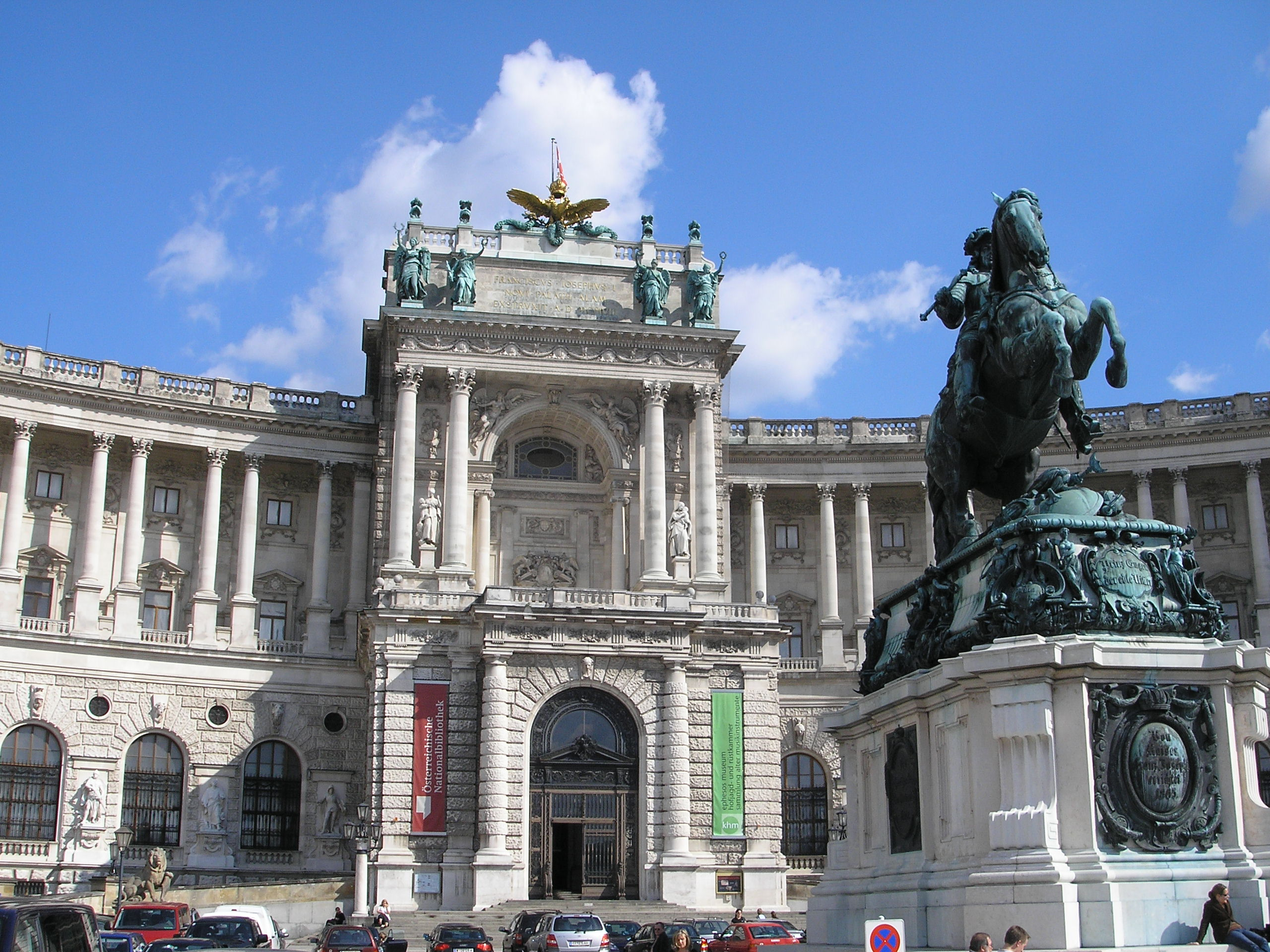
Hofburg Vienne - Neue Burg - Musée d'Éphèse et Bibliothèque nationale autrichienne

La collection du musée d'Éphèse, qui existait au XIXe siècle, fait partie de la collection d'antiquités du Kunsthistorisches Museum de Vienne. Depuis décembre 1978, il dispose de salles indépendantes dans la nouvelle aile (Neue Burg) de la Hofburg. Avant la création du musée d'Éphèse, les pièces existantes ont été provisoirement exposées à plusieurs endroits, temporairement également dans le temple de Thésée dans le Volksgarten.
Éphèse, située sur la côte égéenne turque, était l'une des plus grandes villes du monde antique et est aujourd'hui l'une des destinations touristiques les plus visitées de Turquie. Depuis 1895, les archéologues autrichiens recherchent les ruines de la ville sous la direction de l'Institut archéologique autrichien (ÖAI), interrompu uniquement par les deux guerres mondiales. Le sultan Abdülhamid II a offert à l'empereur François-Joseph certains des objets trouvés et a ainsi permis la création de la collection d'importance internationale du musée d'Éphèse. En raison de la loi turque sur les Antiquités, aucun nouvel objet n'est arrivé à Vienne après 1907. Un autre musée consacré à la ville antique est situé près des fouilles de Selçuk.

## La collection

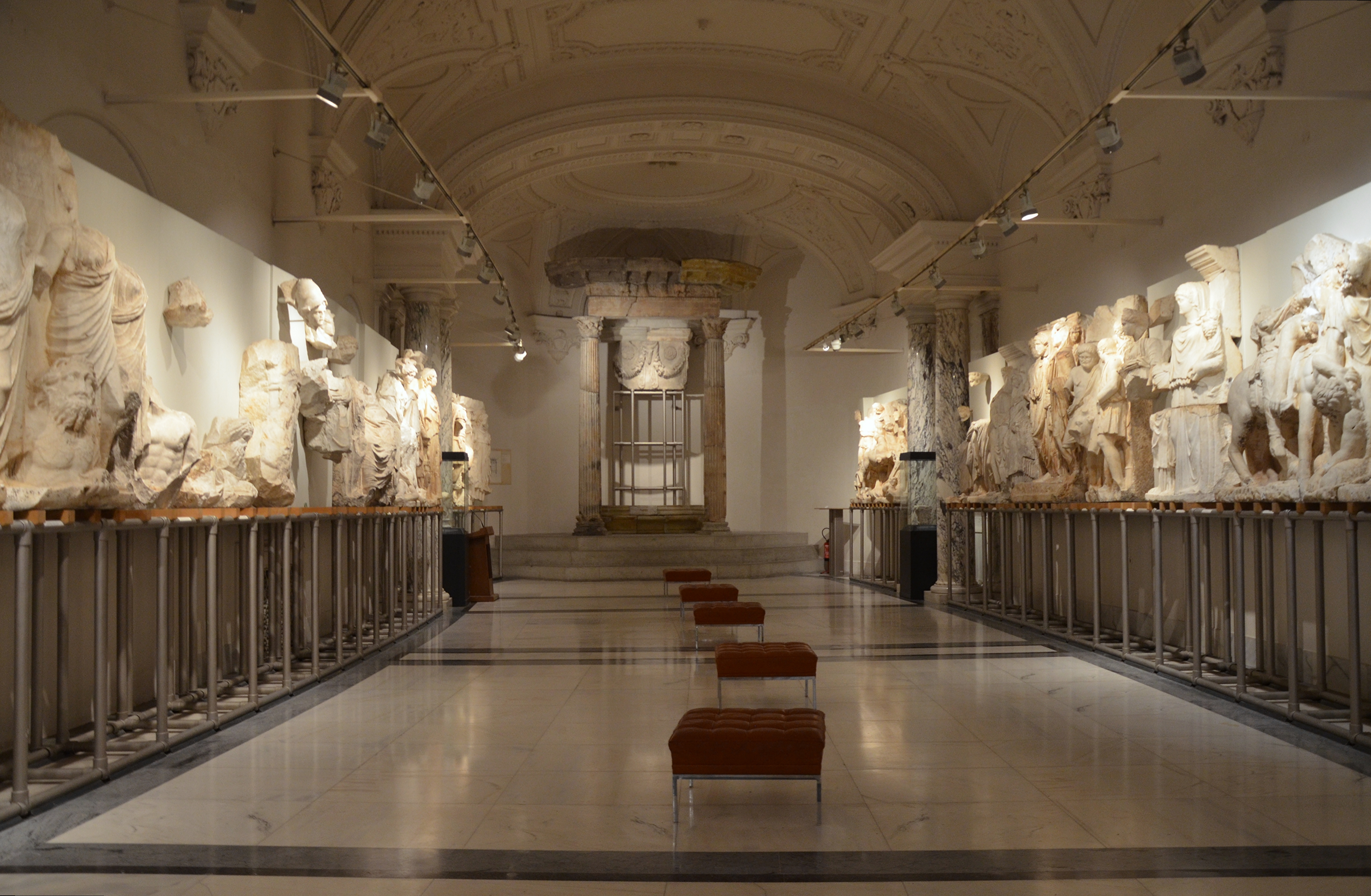
Salle du « monument des Parthes »

Entre 1896 et 1906, un total de sept transports avec des découvertes d'Éphèse sont arrivés à Vienne. Au début du XXe siècle, les découvertes ont été exposées à divers endroits, notamment dans le Belvédère inférieur et dans la collection d'antiquités du Kunsthistorisches Museum. En 1911, l'exposition temporaire dans le temple de Thésée a dû être fermée en raison de dommages aux objets exposés. De 1934 à 1944, cependant, il fut de nouveau utilisé pour exposer une sélection de toute la collection. De 1947 à 1978, des sculptures éphésiennes ont été exposées dans la cour à piliers du corps de Logis dans la Neue Burg. Ce n'est qu'en 1978 que toutes les dispositions temporaires ont été remplacées par le nouveau musée d'Éphèse dans la nouvelle aile (Neue Burg). L'architecture et les sculptures architecturales du sanctuaire mystérieux de l'île grecque de Samothrace sont jointes au musée en annexe. La zone d'entrée du musée présente l'architecture de l'autel classique tardif de l'Artémision d'Éphèse. Un escalier mène à une grande salle qui contient la frise du monument des Parthes. D'autres expositions importantes sont une maquette de la ville antique d'Éphèse à l'échelle 1: 500 ainsi que de nombreuses sculptures, dont la statue en bronze de l'Apoxyomène d'Éphèse.

Le musée d'Éphèse offre la possibilité de voir non seulement des sculptures, mais aussi une architecture antique originale en Europe centrale, loin des centres antiques . Des fouilles avec participation autrichienne sont effectuées à Éphèse. Le traitement scientifique des fonds du musée est effectué en coopération avec les instituts universitaires viennois concernés, l'Académie autrichienne des sciences et l'Institut archéologique autrichien.

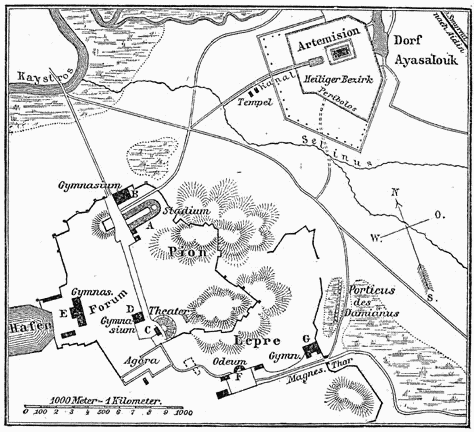
Éphèse antique
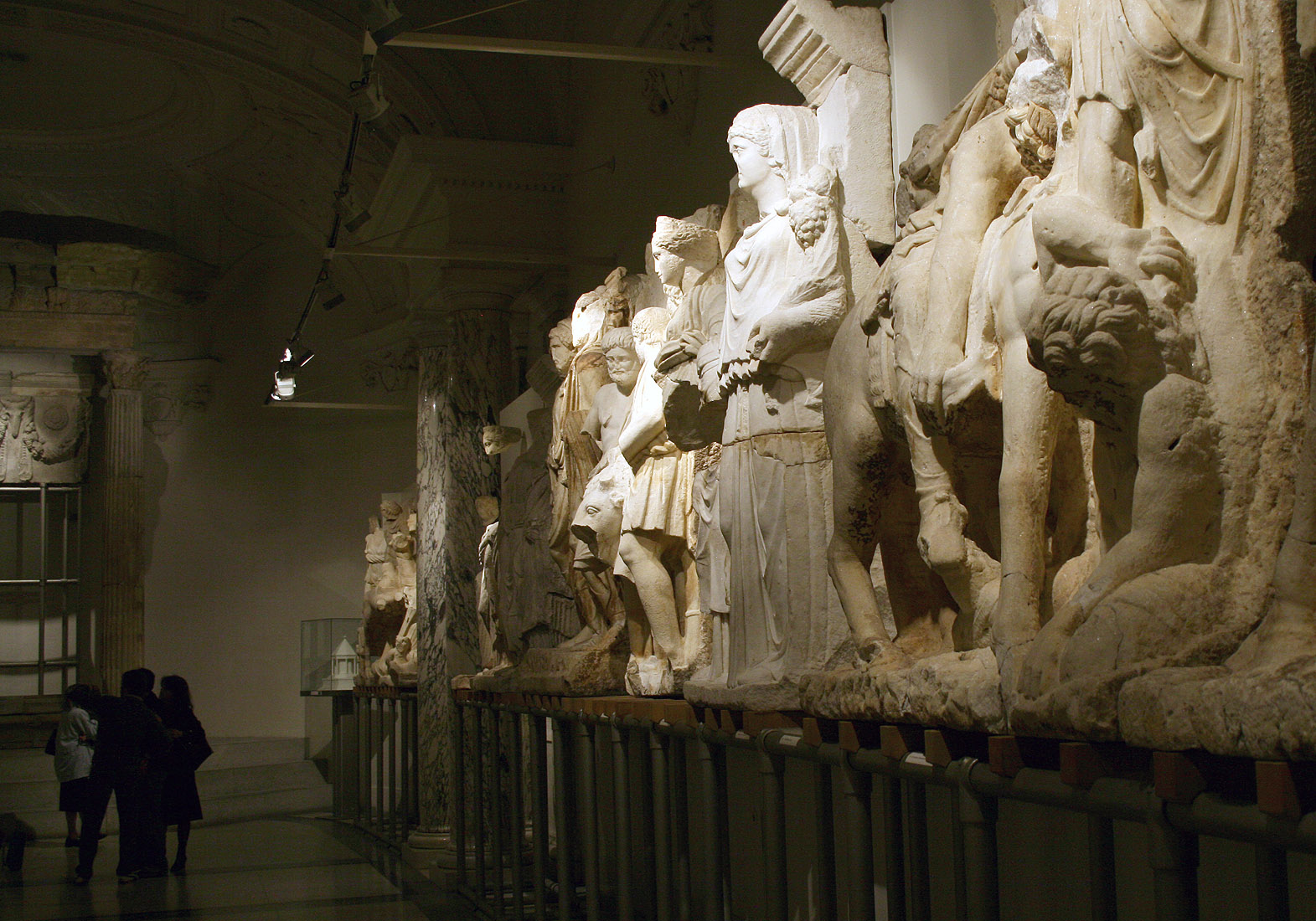
« Monument parthe » (fragment)
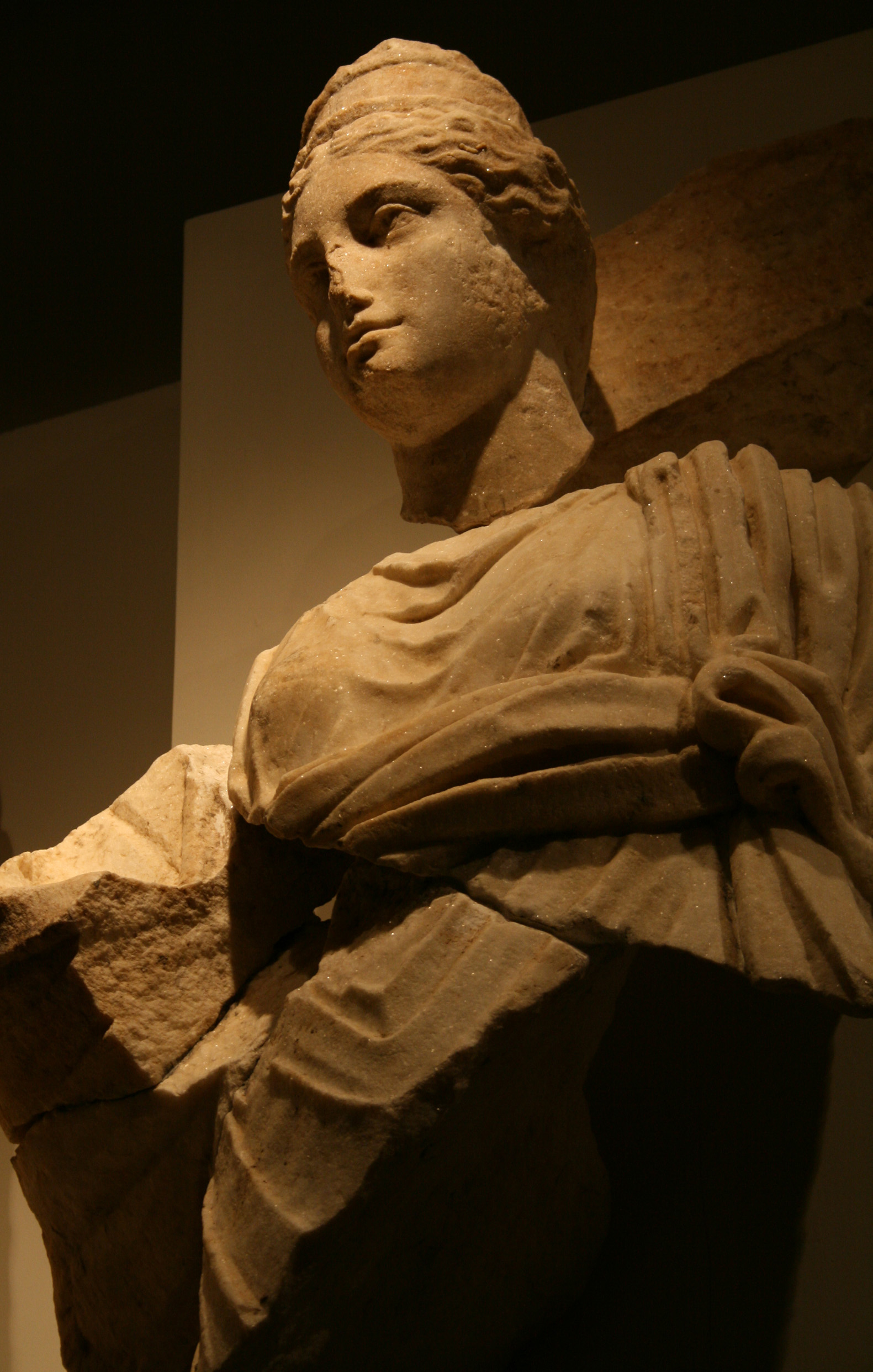
Vibia Sabina

## Quelques œuvres importantes

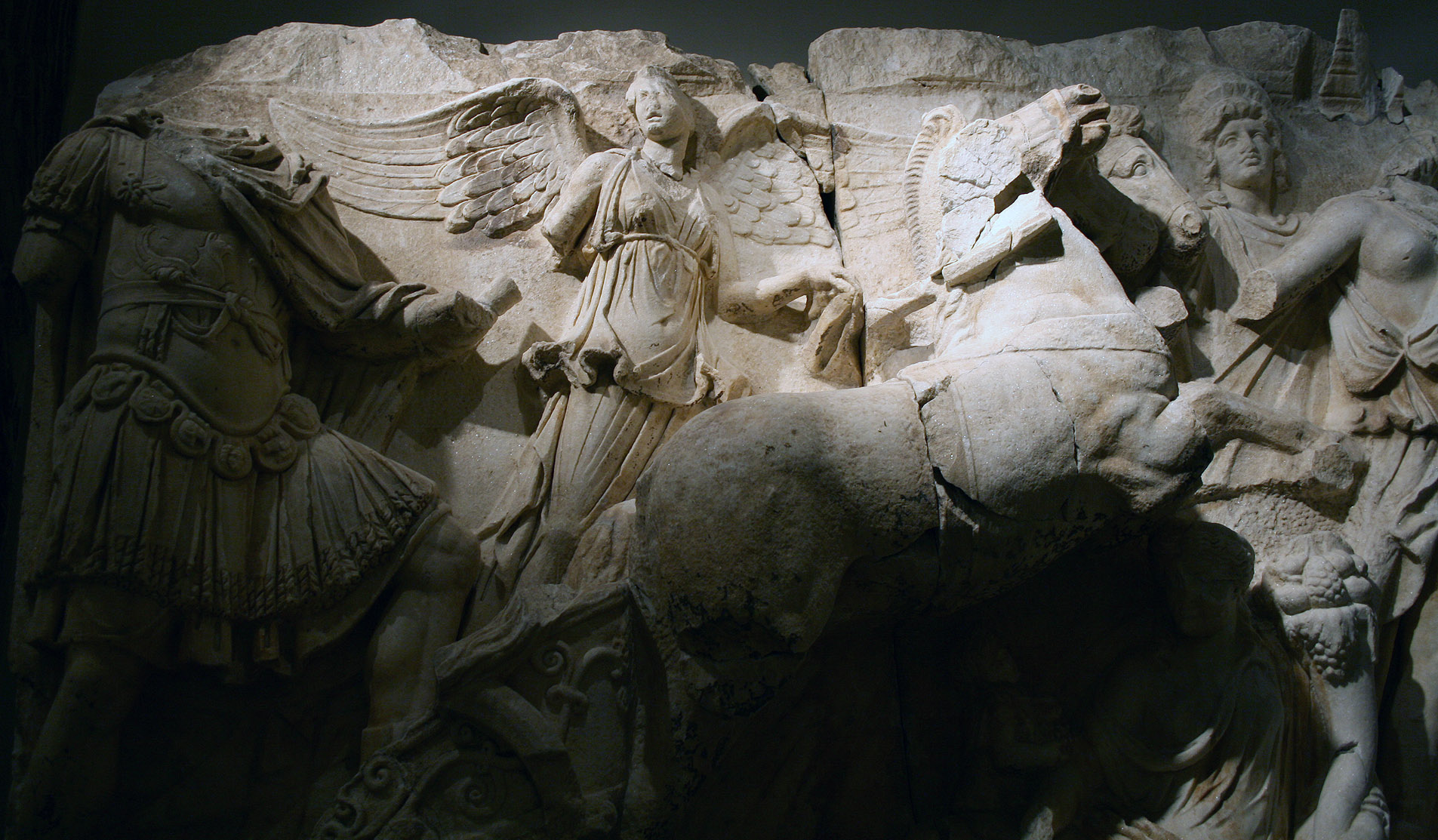
Monument des Parthes (détail: apothéose de l'empereur)

### Amazone de l'autel du temple d'Artémis
Au VIe siècle av. J.-C. le temple d'Artémis était l'une des Sept Merveilles du monde, brûlé au IVe siècle av. J.-C., puis reconstruit. L'autel sacrificiel d'Artemis Ephesia devant le temple comportait un magnifique mur d'enceinte. La partie supérieure de l'Amazone blessée en est issue.

### Monument parthe
Le « monument des Parthes » est l'œuvre sculptée en relief la plus importante de l'époque romaine en Asie mineure. Il glorifie l'empereur romain et l'Imperium Romanum en cinq thèmes. La reconstruction des plaques individuelles n'est pas entièrement certaine, car elles ont été trouvées après une deuxième ou troisième utilisation. Dans une proposition de reconstruction, les panneaux ont été disposés sous la forme d'un autel monumental, où sont exposés 40 mètres d’une frise de personnages d'une longueur d'environ 70 mètres. Dans une interprétation plus ancienne, le monument était associé à l'empereur Lucius Verus et à sa campagne parthe en 161-165 apr. J.-C. (d'où le nom). Il est plus probable que le monument ait été construit sous Antonin le Pieux dans les années 40 du IIe siècle de notre ère.

### Statue en bronze d'un athlète

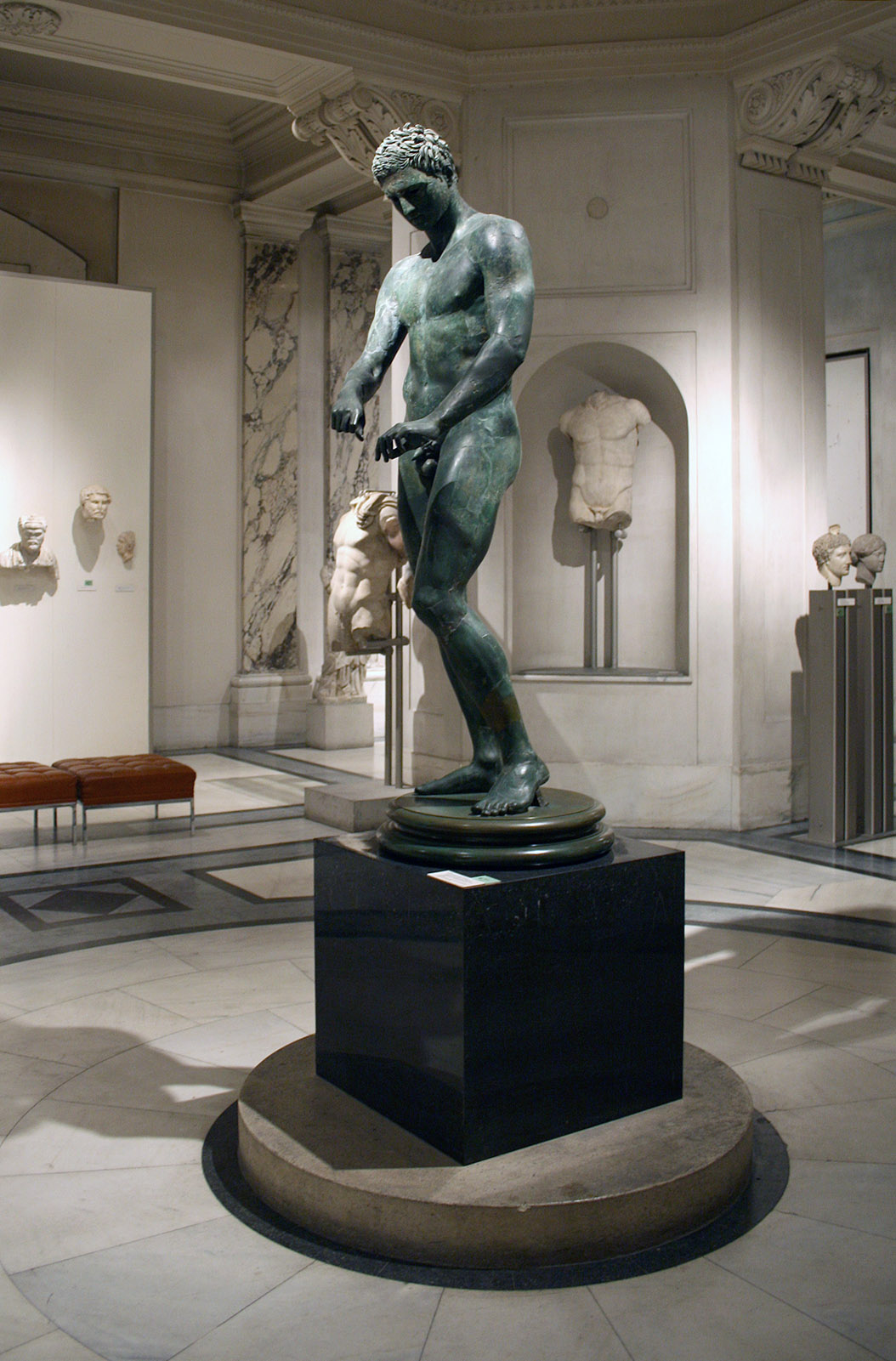
L'Apoxyomène d'Éphèse

L'Apoxyomène d'Éphèse est une copie romaine d'un original grec du dernier quart du IVe siècle av. J.-C., assemblé à partir de fragments. Il représente un jeune athlète nettoyant son grattoir (strigile), utilisé après une compétition pour nettoyer le corps (Apoxyomenos). La statue ne peut être attribuée à un artiste grec spécifique, mais le motif était bien connu et populaire dans l'Antiquité .

## Liens web
- Site officiel du musée d'Éphèse
- Société des amis d'Ephèse
- Institut archéologique autrichien

## Source de la traduction
- (de) Cet article est partiellement ou en totalité issu de l’article de Wikipédia en allemand intitulé « Ephesos Museum » (voir la liste des auteurs).